# Якимович Гнат
Гнат Якимо́вич (1831 — 13 вересня 1878) — український письменник-драматург, священик.

## Біографія
Народився у 1831 році.
У 1864 році написав, а у 1869 — видав перший в Україні твір про Роксолану — політично-історичну драму в 5 діях «Роксоляна» — під псевдонімом «Ъ. Ь. Ь». Під цим криптонімом п'єсу уперше поставили 11 травня 1865 року у Львові.
Якимович зобразив історію Роксолани на тлі суспільного життя в Україні У XVI столітті, зокрема — боротьби між православними та католиками. Перший табір представила родина Лісовських, другий — міський староста і його небіж Ернст Тинський, який добивається руки Анастасії Лісовської.
У 1866 році написав п'єсу «Комедіодрамат Буанарроті, або Завстиджена зависть», а через чотири роки видав у Івано-Франківську (тоді — Станіслав) — п'єсу «Одіссей на острові Аета». Обидві також були підписані псевдонімом «Ъ. Ь. Ь».
Деякий час МЕШКАВ у Коломиї.
За два роки до смерті — у 1877—1878 роках — служив отцем-настоятелем у церкві села Дебеславці.
Помер 13 вересня 1878 року в селі Дебеславці на Покутті (тепер — Коломийський район Івано-Франківської області).